# Partido di Olavarría
Il partido di Olavarría è un dipartimento (partido) dell'Argentina facente parte della provincia di Buenos Aires. Il capoluogo è Olavarría.